# Kum Moo Kwan Hapkido
L'école Kum Moo Kwan (검무관) de hapkido, a été fondée en 1968. Elle est symbolisée par « le guerrier maîtrisant le sabre ».
Le premier Grand Maître de l'école Kum Moo Kwan, Maître Yoon Ki Chul (윤기철), 9e dan, vit au Canada depuis 1983. Le Grand Maître JUNG Dal Soon (정달순) a été nommé Grand Maître de l'école Kum Moo Kwan depuis 1992. Il a maintenant plus de 50 ans de pratique du HapKiDo.
La grande diversité des techniques de clés, luxations et projections associées aux percussions pieds-poings est la base de l'efficacité du HapKiDo. Celles-ci permettent également de réaliser des démonstrations dynamiques. La pratique de l'école se recentre aujourd'hui sur le Hapkido traditionnel hérité de CHOE Yong Sool (최용술), fondateur du Hapkido.
L'enseignement de l'école Kum Moo Kwan est concret, et doit pouvoir s'exécuter dans tout environnement (sol dur, espace compté...) et dans toute situation (debout, assis, allongé...). Les techniques y sont rapides et directes.
Après les techniques à mains nues, le maniement des armes (bâtons courts et longs, nunchaku, canne, éventail, ceinture, sabre) est progressivement enseigné. Le sabre coréen, arme noble des guerriers réservée aux plus grands d'entre eux, représente la maîtrise et l'aboutissement de longues années de pratique.
L'école Kum Moo Kwan assure la formation régulière à l'école des officiers de l'armée et fait partie de la Korea Hapkido General Association (KHGA). Elle compte une centaine de dojangs répartis dans tout le monde.